# Cold Chisel
Cold Chisel (engl. für Metallmeißel) ist eine australische Rockband.

## Bandgeschichte
Cold Chisel wurde 1973 in Adelaide in South Australia gegründet, wechselte aber später den Standort nach Sydney. Mit ihrer ersten, 1978 erschienenen LP platzierte sich die Band sofort in den australischen Charts. In den 1970er und 1980er Jahren hatten sie einige Hits. Ihr Erfolg war allerdings im Wesentlichen auf Australien und Neuseeland begrenzt. Weder in den Vereinigten Staaten noch in Europa gelang ihren Platten der Einzug in die Hitparaden. Das Live-Doppelalbum Swingshift aus dem Jahr 1981 mit einer Mischung aus Boogie und Blues verschaffte der Band Auftrittsmöglichkeiten, in Australien tourten sie mit Rod Stewart, in den USA waren sie mit Ted Nugent und Cheap Trick unterwegs und in Europa waren sie im Vorprogramm von Slade zu sehen. In Deutschland gaben sie 1982 unter anderem ein Konzert in der Rockpalast-Reihe. In Australien traten sie 1982 nur noch vor ausverkauften Häusern auf. Im April 1983 kam es bei einem Konzert im Rahmen eines Motorrad-Festivals zu massiven Ausschreitungen.
Trotz großer Erfolge in Australien löste sich die Band 1984 auf. Jimmy Barnes begann eine erfolgreiche Solokarriere und gehört seither zu den bekanntesten australischen Rocksängern, sein Auftritt bei der Schlussfeier der Olympischen Sommerspiele 2000 bescherte ihm ein weltweites Publikum. Don Walker hatte Ende der 1980er Jahre einige kleinere Erfolge mit der Band Catfish, bei seinen verschiedenen Projekten wirkte er immer wieder mit Ian Moss zusammen. Steve Prestwich gehörte eine Weile zur Tourband von John Farnham. Die Platten von Cold Chisel blieben auch nach ihrer Trennung in Australien gut verkäuflich, was eng mit der Karriere von Jimmy Barnes zusammenhing. Nachdem über Jahre immer wieder Kompilationen und noch nicht veröffentlichtes Material auf neuen Platten erschien, produzierte die Gruppe 1998 mit The Last Wave of Summer ein neues Album, das mit einer ausverkauften Tournee durch Australien populär gemacht wurde. Nach einem letzten gemeinsamen Auftritt von Cold Chisel 2005 bei einem Benefizkonzert für die Opfer des Seebebens vom 26. Dezember 2004 trennte sich die Band ein zweites Mal.
Aus einem gemeinsamen Auftritt im Jahr 2009 entwickelte sich erneut eine Zusammenarbeit, die auch mit dem Tod von Schlagzeuger Steve Prestwich im Januar 2011 kein Ende fand. Ein Jahr später veröffentlichten die vier verbliebenen Bandmitglieder das siebte Studioalbum der Band mit dem Titel No Plans.
Cold Chisel gelten als typische Vertreter des australischen Pub Rock. Geprägt ist ihre Musik von der rauen Stimme ihres Sängers Jimmy Barnes und dem Gitarrenspiel von Ian Moss. Der kräftige Rhythmus und Jimmy Barnes’ Stimme sind die erdige Seite der Musik, ausgefeilte Texte über den Alltag in Australien und ausgeprägter Satzgesang sind aber gleichzeitig Nachweise eines durchaus hohen künstlerischen Anspruchs. 1993 wurde die Band in die ARIA Hall of Fame aufgenommen.

## Diskografie

### Alben
| Jahr | Titel                                                                           | Höchstplatzierung, Gesamtwochen, AuszeichnungChartsChartplatzierungen (Jahr, Titel, Platzierungen, Wochen, Auszeichnungen, Anmerkungen) | Anmerkungen              |
| Jahr | Titel                                                                           | AU | Anmerkungen              |
| ---- | ------------------------------------------------------------------------------- | --- | ------------------------ |
| 1980 | East                                                                            | AU5 ×6Sechsfachplatin · (4 Wo.)AU | Charteinstieg in AU 2011 |
| 1981 | Swingshift                                                                      | AU33 ×3Dreifachplatin · (2 Wo.)AU | Charteinstieg in AU 2011 |
| 1991 | Chisel                                                                          | AU3 ×9Neunfachplatin · (56 Wo.)AU |                          |
| 1994 | Teenage Love                                                                    | AU6 Gold · (8 Wo.)AU |                          |
| 1995 | Chisel / You’re Thirteen, You’re Beautiful & You’re Mine                        | AU10 Gold · (6 Wo.)AU |                          |
| 1998 | The Last Wave of Summer                                                         | AU1 ×2Doppelplatin · (14 Wo.)AU |                          |
| 2003 | Ringside                                                                        | AU16 Gold · (… Wo.)AU |                          |
| 2011 | The Best of Cold Chisel – All For You                                           | AU2 ×4Vierfachplatin · (192 Wo.)AU |                          |
| 2012 | No Plans                                                                        | AU2 Gold · (6 Wo.)AU |                          |
| 2013 | The Live Tapes Vol. 1 Hordern Pavilon                                           | AU28 (7 Wo.)AU |                          |
| 2013 | The Live Tapes Vol. 1: Live At Hordern Pavilion. April 18, 2012 (Deluxe CD/DVD) | AU27 (1 Wo.)AU |                          |
| 2014 | The Live Tapes Vol. 2: Live At Bombay Rock, April 27, 1979                      | AU19 (1 Wo.)AU |                          |
| 2015 | The Perfect Crime                                                               | AU2 Gold · (12 Wo.)AU |                          |
| 2016 | The Live Tapes Vol. 3: Live At The Manly Vale Hotel, June 7, 1980               | AU11 (3 Wo.)AU |                          |
| 2017 | The Live Tapes Vol. 4: The Last Stand of the Sydney Entertainment Centre        | AU9 (1 Wo.)AU |                          |
| 2019 | Blood Moon                                                                      | AU1 (8 Wo.)AU |                          |
| 2020 | The Live Tapes Vol. 5: Live at the Bondi Lifesaver Feb 29, 1980                 | AU5 (2 Wo.)AU |                          |
| 2024 | 50 Years – The Best Of                                                          | AU1 (… Wo.)AU |                          |

Weitere Alben
- 1978: Cold Chisel
- 1979: Breakfast at Sweethearts
- 1982: Circus Animals (AU: ×3Dreifachplatin )
- 1984: Twentieth Century (AU: ×2Doppelplatin )
- 1984: Barking Spiders Live: 1983
- 1985: Radio Songs: A Best Of
- 1987: Razor Songs (AU: Platin)
- 1992: The Last Stand (AU: Gold)
- 1999: Cold Chisel: The Studio Sessions
- 2001: Chisel (Doppelalbum, AU: ×2Doppelplatin )
- 2011: Never Before
- 2011: Besides - B-sides / Bonus Tracks / Rarities
- 2011: Covered

### Singles
| Jahr | Titel Album                                      | Höchstplatzierung, Gesamtwochen, AuszeichnungChartsChartplatzierungen (Jahr, Titel, Album, Platzierungen, Wochen, Auszeichnungen, Anmerkungen) | Anmerkungen              |
| Jahr | Titel Album                                      | AU | Anmerkungen              |
| ---- | ------------------------------------------------ | --- | ------------------------ |
| 1978 | Khe Sanh Cold Chisel                             | AU40 (2 Wo.)AU | Charteinstieg in AU 2011 |
| 1994 | Hands Out of My Pocket Teenage Love              | AU9 (9 Wo.)AU |                          |
| 1994 | Nothing But You Teenage Love                     | AU16 (6 Wo.)AU |                          |
| 1995 | Yesterdays Teenage Love                          | AU23 (3 Wo.)AU |                          |
| 1998 | The Things I Love In You The Last Wave of Summer | AU10 Gold · (7 Wo.)AU |                          |
| 1998 | Water Into Wine The Last Wave of Summer          | AU46 (2 Wo.)AU |                          |

Weitere Singles
- 1979: Goodbye (Astrid Goodbye)
- 1979: Shipping Steel
- 1980: Choir Girl
- 1980: Cheap Wine
- 1980: My Baby
- 1982: You Got Nothing I Want
- 1982: Forever Now
- 1982: When the War Is Over
- 1984: Hold Me Tight
- 1984: Saturday Night
- 1984: Flame Trees
- 1991: Misfits

### Videoalben
- 1986: Seeing Is Believing (AU: Platin)
- 1992: The Last Stand (AU: ×2Doppelplatin )
- 2003: Vision (AU: ×2Doppelplatin )
- 2003: Ringside The Movie (AU: Platin)
- 2006: Rockpalast (AU: Gold)
- 2012: The Live Tapes Vol. 1: Live At Hordern Pavilion. April 18, 2012 (AU: Platin)

## Auszeichnungen für Musikverkäufe
| Goldene Schallplatte - Neuseeland - 2024: für das Album Ringside | Platin-Schallplatte - Neuseeland - 2018: für das Album The Best of Cold Chisel – All For You - 2022: für die Single Cheap Wine |

Anmerkung: Auszeichnungen in Ländern aus den Charttabellen bzw. Chartboxen sind in ebendiesen zu finden.
| Land/RegionAuszeichnungen für Musikverkäufe (Land/Region, Auszeichnungen, Verkäufe, Quellen) | Gold     | Platin       | Verkäufe  | Quellen              |
| -------------------------------------------------------------------------------------------- | -------- | ------------ | --------- | -------------------- |
| Australien (ARIA)                                                                            | 8× Gold8 | 39× Platin39 | 2.562.500 | aria.com.au          |
| Neuseeland (RMNZ)                                                                            | Gold1    | 2× Platin2   | 52.500    | radioscope.co.nz NZ2 |
| Insgesamt                                                                                    | 9× Gold9 | 41× Platin41 |           |                      |